# Young Sheldon
Young Sheldon är en amerikansk sitcom från 2017 skapad av Chuck Lorre och Steven Molaro. Den är en spin-off av The Big Bang Theory och följer Sheldon Cooper från en ålder av nio, när han bor med sin familj i East Texas och går i gymnasiet. Iain Armitage spelar den unga Sheldon. Serien hade premiär 25 september 2017 på CBS. Den sjunde och sista säsongen hade premiär den 15 februari 2024.
Den 27 september 2017 köpte CBS serien för en hel säsong med 22 episoder. Den 6 januari 2018 förnyades showen för en andra säsong.
I januari 2024 tillkännagavs det att en spin-off-serie fokuserad på Georgie Cooper och Mandy McAllister var under utveckling. Serien, som har titeln Georgie & Mandy's First Marriage, hade premiär den 17 oktober 2024.

## Säsongsöversikt
| Säsong | Säsong | Avsnitt | Säsongsstart      | Säsongsavslutning |
| ------ | ------ | ------- | ----------------- | ----------------- |
|        | 1      | 22      | 25 september 2017 | 10 maj 2018       |
|        | 2      | 22      | 24 september 2018 | 16 maj 2019       |
|        | 3      | 21      | 26 september 2019 | 30 april 2020     |
|        | 4      | 18      | 5 november 2020   | 13 maj 2021       |
|        | 5      | 22      | 7 oktober 2021    | 19 maj 2022       |
|        | 6      | 22      | 29 september 2022 | 18 maj 2023       |
|        | 7      | 14      | 15 februari 2024  | 16 maj 2024       |

## Rollista (i urval)
- Iain Armitage – Sheldon Cooper
  - Jim Parsons – Sheldon Cooper som vuxen och berättarrösten
- Zoe Perry – Mary Cooper
- Lance Barber – George Cooper Sr.
- Montana Jordan – George Marshall "Georgie" Cooper Jr.
- Raegan Revord – Melissa "Missy" Cooper
- Annie Potts – Constance "Connie" Tucker
- Matt Hobby – Pastor Jeff Difford
- Wyatt McClure – William "Billy" Sparks
- Emily Osment – Amanda "Mandy" McAllister
- Wallace Shawn – John Sturgis
- Ryan Phuong – Tam Nguyen
- Billy Gardell – Herschel Sparks
- Melissa Peterman – Brenda Sparks
- Valerie Mahaffey – Victoria MacElroy
- Danielle Pinnock – Evelyn Ingram
- Brian Stepanek – Hubert Givens
- Rex Linn – Tom Petersen
- Jason Alexander – Gene Lundy
- Ed Begley Jr. – Dr. Grant Linkletter
- Mckenna Grace – Paige Swanson